# Ray Winklaar
Ray Ramon Rodney Winklaar (nacido el 1 de marzo de 1986) es un futbolista internacional de Curazao que juega como volante ofensivo; su actual equipo es el CRKSV Jong Colombia de la primera división del Fútbol de las Curazao.

## Trayectoria
- Undeba  2005-2012

- CRKSV Jong Colombia  2012-presente